# Рейментарівка
Реймента́рівка — село в Україні, у Корюківській міській громаді Корюківського району Чернігівської області. До 2016 центр Рейментарівської сільської ради, якій були підпорядковані села Богдалівка, Гутище, Заляддя, Олійники та с-ще Довга Гребля. Населення становить 378 осіб.

## Географія
Село розташоване за 25 км від районного центру і залізничної станції Корюківка. Висота над рівнем моря — 148 м. За 4 км на північний захід знаходилося зняте 1992 року з обліку с. Сукачі.
Селом тече річка Канава, у яку впадає річка Кобилка.

## Демографія
За даними сайту Верховної Ради України у Рейментарівці станом на початок 2012 року мешкає 378 жителів.
| 1866 | 1897 | 1988 | 2012 |
| ---- | ---- | ---- | ---- |
| 269  | 691  | 458  | 378  |
| ▲    | ▲    | ▼    | ▼    |

## Історія
Село було засноване у 1750 році.
У Національній книзі пам'яті жертв Голодомору 1932—1933 років в Україні перелічено 3 жителів села, що загинув від голоду.
У 1941 році у селі створено Рейментарівський партизанський загін ім. М. О. Щорса, командиром якого став голова колгоспу Б. С. Тунік. За роки німецько-нацистської окупації село було спалено повністю, розстріляно 208 жителів.
Під час Другої світової війни на фронті та у партизанському русі брали участь 309 мешканців села, 208 з яких загинули.
13 червня 2011 року, єпископ Чернігівський і Ніжинський Іларіон звершив чин освячення Свято-Троїцького храму. Храм не є типовим, а знаходиться у відремонтованому і переобладнаному для цього приміщенні. Свято-Троїцький храм у селі існував, але під час Другої світової війни був знищений.
12 червня 2020 року, відповідно до розпорядження Кабінету Міністрів України № 730-р «Про визначення адміністративних центрів та затвердження територій територіальних громад Чернігівської області», увійшло до складу Корюківської міської громади.
19 липня 2020 року, в результаті адміністративно-територіальної реформи та ліквідації колишнього Корюківського району, село увійшло до складу новоутвореного Корюківського району.

## Відомі люди
В селі народилися
- Дзюба Віктор Михайлович (1982—2022) — старший сержант Збройних сил України, учасник російсько-української війни.
- Розстальний Віталій Григорович — український актор, Народний артист УРСР.